# Belandres (Cudillero)
Belandres es una casería española de la parroquia de San Juan de Piñera, perteneciente al municipio de Cudillero, en la comunidad autónoma de Asturias.

## Demografía
En 2023, la entidad singular de población de Belandres tenía empadronados 20 habitantes, todos ellos en el núcleo de población de ese nombre.